# 新日本法規出版
新日本法規出版株式会社（しんにっぽんほうきしゅっぱん）は、愛知県名古屋市中区に本社を置く日本の出版社。

## 事業内容
会社名が示すとおり、法律関連の書籍を多く出版している。単行本に限らず、加除式書籍に力を入れている。
また、事務用品や健康器具、日用雑貨品の販売も行っている。その他、『プロジェクトX ～挑戦者たち～』や『宮廷女官チャングムの誓い』など、NHKで放送された番組を中心とするDVDや、法律関係のコンピューターソフトの販売も行っている。

## 沿革
- 1948年（昭和23年） - 岐阜市に新日本法規出版株式会社を設立。
- 1950年（昭和25年） - 名古屋市中区の現在地に移転。
- 1984年（昭和59年） - 新日本法規実業株式会社を設立。
- 2010年（平成22年） - 新日本法規財団を設立。

## 出版物
出版物である『登記総覧』は、テイハンの『書式精義』と並び、登記の分野における権威のある書物とされている。